# Tamarit
Tamarit es una entidad de población española del municipio de Tarragona, perteneciente a la provincia homónima, en la comunidad autónoma de Cataluña.

## Historia

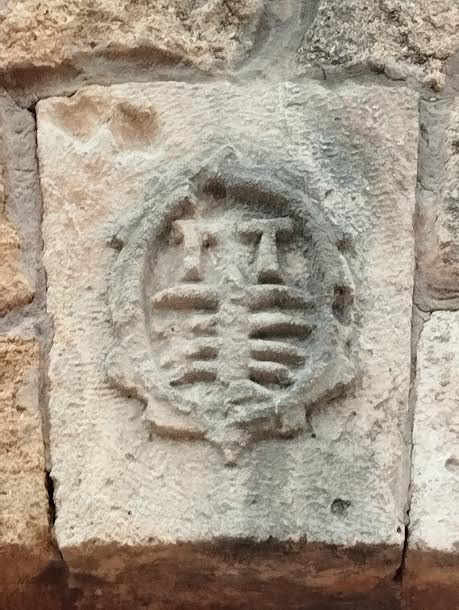
Escudo del antiguo pueblo de Tamarit

Hacia mediados del siglo XIX, el lugar, por entonces con ayuntamiento propio, tenía contabilizada una población de 146 habitantes. Aparece descrito en el decimocuarto volumen del Diccionario geográfico-estadístico-histórico de España y sus posesiones de Ultramar de Pascual Madoz con las siguientes palabras:

TAMARIT: l. en la prov., part. jud. y dióc. de Tarragona (1 1/2 hor.), aud. terr., c. g. de Barcelona, ayunt. de Ferran. sit. en la orilla del mar, al NE. de la cap., con buena ventilacion y clima templado y sano; las enfermedades comunes son fiebres gástricas, intermitentes y de carácter inflamatorio. Tiene 30 casas; una igl. parr. (la Asuncion de Ntra. Sra.) de la que es aneja la de Molnas, servida por un cura de ingreso, de provision real y ordinaria; una ermita dedica á San Juan, y el cementerio fuera de la pobl. El térm. confina N. Catllar; E. Altafulla; S. el mar Medirráneo, y O. Vilaseca. El terreno participa de monte y llano, con alguna parte de huerta; le fertiliza el r. Gaya, cuyas aguas impulsan las ruedas de un molino harinero. prod.: cereales, cáñamo, legumbres y hortalizas; cria ganado lanar, y caza de varias especies. pobl.: 22 vec., 146 alm. cap. prod.: 2.592,132 rs. imp.: 77,763. Suena esta pobl. en la guerra de Cataluña en tiempo de Felipe IV. En 1642 fue tomada por el marques de Hinojosa que usó de moderacion con la fuerza catalana que la guarnecia y con el pueblo.
(Madoz, 1846, pp. 580-581)

El municipio de Tamarit despareció en 1951 y el territorio pasó a formar parte del de Tarragona.

## Demografía
En 2022, la entidad singular de población tenía empadronados 1883 habitantes.
| Gráfica de evolución demográfica de Tamarit entre 1842 y 1940 |
| |
| Población de derecho según los censos de población del INE Población de hecho según los censos de población del INEEntre el censo de 1950 y el anterior, este municipio desaparece porque se integra en el municipio 43148 (Tarragona) |